# Batrisus sibiricus
Batrisus sibiricus  (лат.) — вид мирмекофильных жуков ощупников из семейства
стафилинид. Крупный представитель ощупников красно-коричневого цвета (длина тела 2,9—3,3 мм). Голова с густой пунктировкой. У заднего края глаз находится выступающий шипик. На переднеспинке три базальные ямки, соединённые поперечными бороздками. У самцов средняя пара ног с изогнутыми бёдрами, а голени несут изогнутую шпору на вершине. Надкрылья короткие, поэтому последние тергиты брюшка хорошо видны сверху. Обнаружены в гнёздах муравьёв. Встречаются в России (Сибирь, Дальний Восток), КНДР и КНР.